# 22.2 surround sound
Le format de diffusion 22.2 ou Hamasaki 22.2 (nommé d'après Kimio Hamasaki, ingénieur de recherche chez NHK Science & Technology Research Laboratories au Japon ) est un système de son multicanal utilisé avec la norme Super Hi-Vision (norme de télévision avec 16 fois la résolution en pixels de la TV-HD). Cette technologie a été développée dans les années 2000 par la NHK Science & Technical Research Laboratories et permet d'utiliser 24 haut-parleurs (dont deux subwoofers) disposés en trois couches.

## Canaux audio

Disposition des haut-parleurs du surround 22.2

| aes n°/canaux n° | N° de Canal |
| ---------------- | ----------- |
| 1/1              | 1           |
| 1/2              | 2           |
| 2/1              | 3           |
| 2/2              | 4           |
| 3/1              | 5           |
| 3/2              | 6           |
| 4/1              | 7           |
| 4/2              | 8           |
| 5/1              | 9           |
| 5/2              | 10          |
| 6/1              | 11          |
| 6/2              | 12          |
| 7/1              | 13          |
| 7/2              | 14          |
| 8/1              | 15          |
| 8/2              | 16          |
| 9/1              | 17          |
| 9/2              | 18          |
| 10/1             | 19          |
| 10/2             | 20          |
| 11/1             | 21          |
| 11/2             | 22          |
| 12/1             | 23          |
| 12/2             | 24          |